# مارتن كوبمان
مارتن كوبمان (بالهولندية: Martin Koopman) لاعب هولندي من مواليد 5 يونيو 1956، عمل مساعدًا لفاندرليم مدرب منتخب المملكة العربية السعودية في البطولة العربية 2002م، درب المنتخب السعودي مباراة واحدة فاز فيها بنتيجة 1-0، وجاء تكليفه بالتدريب بعد تعرض المدرب لوعكة صحية منعت استمراره مع الفريق الوطني.

## روابط خارجية
- مارتن كوبمان على موقع قاعدة بيانات كرة القدم.إي يو (الإنجليزية)
- مارتن كوبمان على موقع Soccerway.com (الإنجليزية)
- مارتن كوبمان على موقع عالم كرة القدم.نت (الإنجليزية)